# Antonia Moretti
Antonia Moretti (* 1998 in Innsbruck) ist eine österreichische Schauspielerin.

## Leben
Antonia Moretti wurde als älteste Tochter des Schauspielers Tobias Moretti (* 1959) und der Oboistin Julia Moretti (* 1970) geboren. 
Nach der Matura ging sie für ein halbes Jahr auf Weltreise und wollte zunächst eine Physio- und Ergotherapieausbildung beginnen. Im Studienjahr 2017/18 studierte sie Jazzgesang am Vienna Konservatorium. 
Anschließend begann sie ein Schauspielstudium in Köln sowie ein Physiotherapie-Studium in Innsbruck.
In der auf der Berlinale 2014 uraufgeführten Dokumentation Der Anständige von Regisseurin Vanessa Lapa sprach sie die Stimme der Gudrun Himmler an der Seite ihres Vaters Tobias Moretti, der darin aus den Briefen von Heinrich Himmler las. 
In der Universum-History/ZDF-History-Dokumentation Olympia 1936 – der verratene Traum verkörperte sie 2016 die Rolle der Schwimmerin Judith Deutsch.
In der ORF-Stadtkomödie Kebab extra scharf! von Wolfgang Murnberger war sie 2017 in der Rolle der Zeynep Ötztürk zu sehen, im Kinofilm Die letzte Party deines Lebens von Dominik Hartl spielte sie die Rolle der Jessica, der Freundin von Julia, dargestellt von Elisabeth Wabitsch. 2017 drehte sie unter der Regie von Philipp Stennert und Cyrill Boss für die Sky-Serie Der Pass.
In der Episode Im Schatten der Venus der Serie Ein Fall für zwei (2019) verkörperte sie ein Escort-Girl, das verdächtigt wird, einen Industriellen erstochen zu haben. 
2020 stand sie für Dreharbeiten zum Fernseh-Zweiteiler Im Netz der Camorra von ServusTV und ZDF zum ersten Mal mit ihrem Vater vor der Kamera. Tobias Moretti verkörperte darin den Winzer Matteo, Antonia Moretti dessen Tochter Laura. Im September und Oktober 2022 entstand die Fortsetzung Der Gejagte – Im Netz der Camorra.
2024 wurde sie für die vierte Staffel der RTL-Serie Sisi für die Rolle der Henriette Mendel verpflichtet. Für die deutsche Fassung des britischen Animationsfilmes Das Gespenst von Canterville (2023) von Kim Burdon und Robert Chandler übernahm sie neben ihrem Vater als Sir Simon die Synchronisation der Virgina Otis. Im ARD-Drama Wer ohne Schuld ist war sie im Oktober 2024 an der Seite von Aaron Hilmer als Isabella zu sehen.

## Filmografie (Auswahl)
- 2014: Der Anständige (Dokumentation, Stimme)
- 2016: Olympia 1936 – Der verratene Traum (Dokumentation)
- 2016: SOKO Donau – Stiller Abgang (Fernsehserie)
- 2016: Das Sacher. In bester Gesellschaft (Fernsehfilm)
- 2017: Kebab extra scharf! (Fernsehfilm)
- 2018: Die letzte Party deines Lebens
- 2018: Der Pass – Der Mann aus dem Wald (Fernsehserie)
- 2019: Ein Fall für zwei – Im Schatten der Venus
- 2020: Landkrimi – Das Mädchen aus dem Bergsee (Fernsehfilm)
- 2021: Im Netz der Camorra (Fernsehfilm)
- 2022: Der Gejagte – Im Netz der Camorra (Fernsehfilm)
- 2023: Landkrimi – Der Tote in der Schlucht (Fernsehreihe)
- 2024: Wer ohne Schuld ist (Fernsehfilm)
- 2024: Sisi (Fernsehserie)

## Auszeichnungen und Nominierungen
Romyverleihung 2022
- Auszeichnung in der Kategorie Entdeckung weiblich für Im Netz der Camorra und Das Mädchen aus dem Bergsee[19][20]